# Agelenopsis spatula
Agelenopsis spatula is een spinnensoort in de taxonomische indeling van de trechterspinnen (Agelenidae).
Het dier behoort tot het geslacht Agelenopsis. De wetenschappelijke naam van de soort werd voor het eerst geldig gepubliceerd in 1935 door Ralph Vary Chamberlin  & Wilton Ivie.